# El Estrecho de San Ginés
El Estrecho de San Ginés (también conocido por El Estrecho) es una población del término municipal de Cartagena, Región de Murcia, España.

## Geografía física

### Ubicación
Situada al Este del municipio de Cartagena, ciudad de la que dista 15 kilómetros.
Parte de la Sierra minera de Cartagena-La Unión se extiende por esta población
Situado en la falda meridional del monte Miral (también conocido por cerro o cabezo de San Ginés) en donde se localizó un importante eremitorio por su proximidad al Monasterio de San Ginés de la Jara. 

Desde El Estrecho de San Ginés, a un kilómetro de distancia, por la carretera RM-F43 que se dirige hacia el Mar Menor y el Rincón de San Ginés, se encuentra la Cueva Victoria que es un yacimiento paleontológico de origen cárstico.

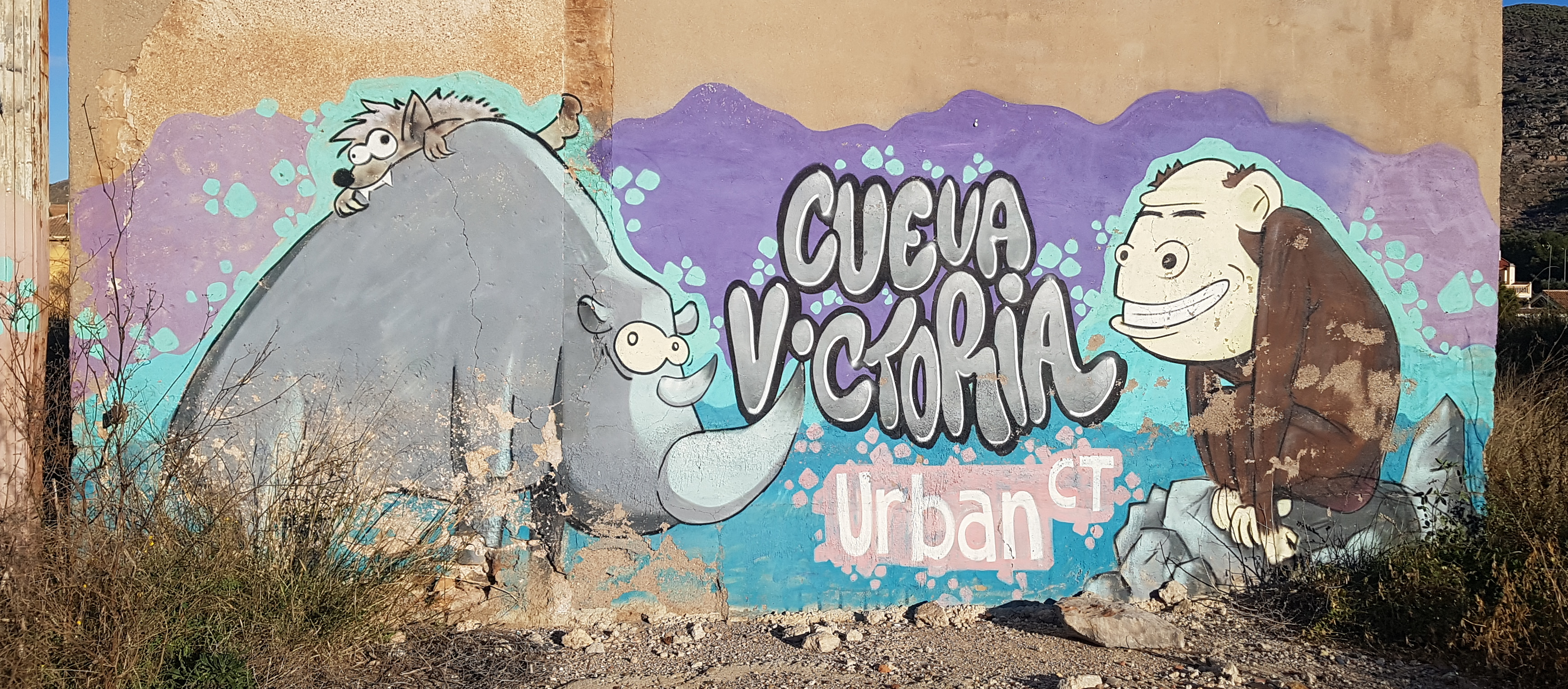
Ruta del Pleistoceno. Mural en El Estrecho de San Ginés alegórico a la cercana Cueva Victoria

Desde El Estrecho parte la rambla o barranco de Ponce, que desemboca en Los Nietos, entre la estación de tren de Los Nietos  y el saladar de Lo Poyo.

## Geografía humana

### Organización territorial
El término municipal de Cartagena se divide en entidades colectivas de población allí denominadas diputaciones. El Estrecho de San Ginés pertenece a la diputación de El Beal y es una entidad singular de población o pedanía del municipio.

### Demografía
La población total es de 694 habitantes en 2021.

### Economía
Fue el pueblo más importante de la zona hasta 1880 en que pasó a serlo El Llano del Beal. Testimonio de su anterior importancia es que aquí se situó la parroquia.
La base de su actividad económica fue la minería al igual que la vecina población del Llano del Beal con la que comparte una historia común.
Años después de la finalización de la actividad minera la contaminación por metales pesados (cadmio, plomo, níquel y zinc)  afecta a la salud de sus vecinos.El problema que supone la contaminación y la inacción en su resolución por parte de la Administración regional ocasionó que el caso llegue al Tribunal Europeo de Derechos Humanos.
Actualmente su economía se basa en el sector servicios en poblaciones cercanas.

### Equipamientos y servicios
- Colegio público San Ginés de la Jara (edificio también en Llano del Beal).
- Espacio de Ocio de El Estrecho de San Ginés.
- Club de fútbol Deportiva Minera, compartido con Llano del Beal y El Beal con sede en el Estadio Ángel Celdran.
- Cementerio, situado en las proximidades del monasterio de San Ginés de la Jara.

### Transportes y comunicaciones

#### Carreteras
La población está conectada por la RM-F43 con la cercana población del Llano del Beal (de la que dista 600 metros y de la que está separada por la vía del tren), La Unión y Cartagena; por la misma carretera, en dirección contraria, se comunica con el Mar Menor y con el Rincón de San Ginés.

#### Ferrocarril
Ferrocarril de vía estrecha de la Línea Cartagena-Los Nietos operado por Renfe Cercanías AM con un apeadero.

#### Autobús
El servicio de transporte público urbano conecta la localidad con la ciudad de Cartagena y las playas durante el periodo estival.
| Línea | Recorrido                                            | Operador       |
| ----- | ---------------------------------------------------- | -------------- |
| 21    | Cartagena - Los Urrutias - Playa Honda (solo verano) | ALSA (TUCARSA) |

El servicio de viajeros por carretera del municipio se engloba dentro de la marca Movibus, sistema de transporte público interurbano de la Región de Murcia (España), que incluye los servicios de autobús de titularidad autonómica.
| Línea | Recorrido                                          | Recorrido                                          | Recorrido                                          | Operador       |
| ----- | -------------------------------------------------- | -------------------------------------------------- | -------------------------------------------------- | -------------- |
| 43    | Cartagena - Cabo de Palos - La Manga del Mar Menor | Cartagena - Cabo de Palos - La Manga del Mar Menor | Cartagena - Cabo de Palos - La Manga del Mar Menor | ALSA (TUCARSA) |

## Festividades
Las fiestas locales son el 25 de agosto en honor a su patrón San Nicolás de Bari.